# Ternstroemia patens
Ternstroemia patens är en tvåhjärtbladig växtart som först beskrevs av Pieter Willem Korthals, och fick sitt nu gällande namn av Jacques Denys Denis Choisy. Ternstroemia patens ingår i släktet Ternstroemia och familjen Pentaphylacaceae. Inga underarter finns listade i Catalogue of Life.